# 张直中
张直中（1917年4月1日—2011年9月16日），浙江海宁人，雷达与信息处理技术专家，中国工程院院士。主导多个雷达及相关部件项目的研究与制作，包括1957年指导研制了中国第一部微波动目标显示雷达、1961年研究单脉冲调制技术并于1964年成功研制中国第一部单脉冲试验雷达等。被誉为见证中国雷达发展历程的人。
1994年，获选中国工程院信息与电子工程学部院士。